# Neoplocaederus gabonicus
Neoplocaederus gabonicus là một loài bọ cánh cứng trong họ Cerambycidae.